# Fussballclub Linth 04 2021-2022
Questa voce raccoglie le informazioni riguardanti il Fussballclub Linth 04 nelle competizioni ufficiali della stagione 2021-2022.

## Stagione
Nella stagione 2021-2022 il Linth, allenato da Fabio Digenti, concluse il campionato di Prima Lega al 6º posto.

## Rosa
| N. |                     | Ruolo | Calciatore          |
| -- | ------------------- | ----- | ------------------- |
| 1  | Svizzera (bandiera) | P     | Miroslav Dabić      |
| 2  | Svizzera (bandiera) | C     | André Caetano       |
| 3  | Svizzera (bandiera) | D     | Ivan Jakovljev      |
| 4  | Svizzera (bandiera) | C     | Eray Erbinel        |
| 5  | Svizzera (bandiera) | D     | Gino Zambelli       |
| 6  | Svizzera (bandiera) | D     | Roman Güntensperger |
| 7  | Svizzera (bandiera) | A     | Sandro Caravà       |
| 8  | Svizzera (bandiera) | D     | Pascal Thrier       |
| 9  | Svizzera (bandiera) | A     | Amar Šabanović      |
| 10 | Kosovo (bandiera)   | C     | Pajtim Ismaili      |
| 11 | Svizzera (bandiera) | C     | Bryan Sleiman       |
| 13 | Svizzera (bandiera) | A     | Florind Redzepi     |
| 16 | Svizzera (bandiera) | C     | Callum Niederberger |
| 17 | Kosovo (bandiera)   | C     | Diar Miftaraj       |
| 18 | Francia (bandiera)  | C     | Babelessa Backa     |
| 19 | Svizzera (bandiera) | D     | Silvan Bechtiger    |

| N. |                                 | Ruolo | Calciatore          |
| -- | ------------------------------- | ----- | ------------------- |
| 20 | Austria (bandiera)              | C     | Yves Sanchez        |
| 20 | Macedonia del Nord (bandiera)   | C     | Florijan Sulimani   |
| 23 | Svizzera (bandiera)             | C     | Manuel Kubli        |
| 26 | Svizzera (bandiera)             | C     | Severino Zambelli   |
| 30 | Svizzera (bandiera)             | P     | Elvedin Jakupović   |
| 88 | Svizzera (bandiera)             | A     | Nikola Rikic        |
| 97 | Portogallo (bandiera)           | A     | Patrick Pereira     |
|    | Svizzera (bandiera)             | P     | Nico Feusi          |
|    | Kosovo (bandiera)               | P     | Rinor Kurtishaj     |
|    | Svizzera (bandiera)             | P     | Bastian Weibel      |
|    | Svizzera (bandiera)             | D     | Francesco Fragapane |
|    | Svizzera (bandiera)             | D     | Nebojsa Miljic      |
|    | Svizzera (bandiera)             | D     | Fabrice Suter       |
|    | Svizzera (bandiera)             | D     | Joel Zürni          |
|    | Svizzera (bandiera)             | C     | Edis Smajovic       |
|    | Bosnia ed Erzegovina (bandiera) | A     | Esmir Rastoder      |

## Organigramma societario
Area tecnica
- Allenatore: Fabio Digenti
- Allenatore in seconda: Shaip Krasniqi, Markus Neumayr
- Preparatore dei portieri:
- Preparatori atletici:

## Calciomercato

### Sessione estiva
| Acquisti | Acquisti          | Acquisti         | Acquisti |
| R.       | Nome              | da               | Modalità |
| -------- | ----------------- | ---------------- | -------- |
| D        | Elmedin Fazlić    | Basilea II       |          |
| C        | Lulzim Aliu       | YF Juventus      |          |
| D        | Ivan Jakovljev    | Uster            |          |
| P        | Elvedin Jakupović | Lachen/Altendorf |          |
| A        | Genc Krasniqi     | YF Juventus      |          |
| C        | Diar Miftaraj     | Ballkani         |          |

| Cessioni | Cessioni         | Cessioni   | Cessioni |
| R.       | Nome             | a          | Modalità |
| -------- | ---------------- | ---------- | -------- |
| D        | Átila            | Balzers    |          |
| P        | Lorenzo Lo Russo | Freienbach |          |
| C        | Willy Pizzi      | Zugo       |          |

### Sessione invernale
| Acquisti | Acquisti        | Acquisti    | Acquisti |
| R.       | Nome            | da          | Modalità |
| -------- | --------------- | ----------- | -------- |
| D        | Fabrice Suter   | Köniz       |          |
| A        | Patrick Pereira | YF Juventus |          |
| A        | Esmir Rastoder  | Rüti        |          |
| C        | Edis Smajovic   | Borec       |          |

| Cessioni | Cessioni       | Cessioni      | Cessioni |
| R.       | Nome           | a             | Modalità |
| -------- | -------------- | ------------- | -------- |
| D        | Chris Suter    | Cham II       |          |
| C        | Lulzim Aliu    | Kosova Zurigo |          |
| A        | Genc Krasniqi  | Paradiso      |          |
| D        | Elmedin Fazlić | Basilea II    |          |

## Risultati

### Prima Lega

#### andata
| Näfels 22 agosto 2021, ore 15:00 CEST 1ª giornata                                                                     | Linth 04  | 4 – 3 referto                         | Balzers | Linth-Arena (200 spett.) |
| \| \| \| \| \| Erbinel 18’ Sanchez 40’ Aliu 64’ Krasniqi 90’ \| Marcatori \| 22’ Dietrich 64’ Wolfinger 78’ Forrer \| |           |                                       |         |                          |
| |           |                                       |         |                          |
| Erbinel 18’ Sanchez 40’ Aliu 64’ Krasniqi 90’                                                                         | Marcatori | 22’ Dietrich 64’ Wolfinger 78’ Forrer |         |                          |

| Arbitro: | Rogalla |

|                                         |           |  |
| Bärtsch 15’, 82’ Morina 22’ (rig.), 56’ | Marcatori |  |

| Näfels 5 settembre 2021, ore 15:00 CEST 3ª giornata             | Linth 04  | 3 – 0 referto | Lugano II | Linth-Arena (180 spett.) |
| \| \| \| \| \| Krasniqi 27’, 83’ Neumayr 32’ \| Marcatori \| \| |           |               |           |                          |
|                                                                 |           |               |           |                          |
| Krasniqi 27’, 83’ Neumayr 32’                                   | Marcatori |               |           |                          |

| Näfels 11 settembre 2021, ore 16:00 CEST 4ª giornata | Linth 04  | 1 – 0 referto | Eschen/Mauren | Linth-Arena (180 spett.) |
| \| \| \| \| \| Fazlić 90’ \| Marcatori \| \|         |           |               |               |                          |
|                                                      |           |               |               |                          |
| Fazlić 90’                                           | Marcatori |               |               |                          |

| Arbitro: | Jaussi |

|                            |           |                              |
| Rocca 13’, 59’ Islamaj 41’ | Marcatori | 32’ Ismaili 90’ (aut.) Ajeti |

| Näfels 25 settembre 2021, ore 17:00 CEST 6ª giornata | Linth 04  | 1 – 0 referto | Gossau | Linth-Arena (200 spett.) |
| \| \| \| \| \| Neumayr 90’ (rig.) \| Marcatori \| \| |           |               |        |                          |
|                                                      |           |               |        |                          |
| Neumayr 90’ (rig.)                                   | Marcatori |               |        |                          |

| Baden 27 ottobre 2021, ore 20:00 CEST 7ª giornata | Baden     | 1 – 0 referto | Linth 04 | Stadion Esp |
| \| \| \| \| \| Franek 90’ \| Marcatori \| \|      |           |               |          |             |
|                                                   |           |               |          |             |
| Franek 90’                                        | Marcatori |               |          |             |

| Näfels 16 ottobre 2021, ore 16:00 CEST 8ª giornata                         | Linth 04  | 3 – 0 referto | Wettswil-Bonstetten | Linth-Arena |
| \| \| \| \| \| Ismaili 11’ Fazlić 44’ Güntensperger 56’ \| Marcatori \| \| |           |               |                     |             |
|                                                                            |           |               |                     |             |
| Ismaili 11’ Fazlić 44’ Güntensperger 56’                                   | Marcatori |               |                     |             |

| Collina d'Oro 23 ottobre 2021, ore 17:30 CEST 9ª giornata                                 | Paradiso  | 2 – 2 referto                  | Linth 04 | Campo Pian Scairolo |
| \| \| \| \| \| Guarino 41’ Bellante 90’ \| Marcatori \| 52’ Krasniqi 65’ Güntensperger \| |           |                                |          |                     |
|                                                                                           |           |                                |          |                     |
| Guarino 41’ Bellante 90’                                                                  | Marcatori | 52’ Krasniqi 65’ Güntensperger |          |                     |

| Näfels 30 ottobre 2021, ore 16:00 CEST 10ª giornata       | Linth 04  | 0 – 2 referto           | Freienbach | Linth-Arena (200 spett.) |
| \| \| \| \| \| \| Marcatori \| 37’ Ribeiro 45’ Machado \| |           |                         |            |                          |
|                                                           |           |                         |            |                          |
|                                                           | Marcatori | 37’ Ribeiro 45’ Machado |            |                          |

| San Gallo 7 novembre 2021, ore 16:00 CET 11ª giornata                       | San Gallo II | 3 – 1 referto | Linth 04 | Stadio Espenmoos (150 spett.) |
| \| \| \| \| \| Clément 65’, 89’, 90’ (rig.) \| Marcatori \| 3’ Šabanović \| |              |               |          |                               |
|                                                                             |              |               |          |                               |
| Clément 65’, 89’, 90’ (rig.)                                                | Marcatori    | 3’ Šabanović  |          |                               |

| Näfels 13 novembre 2021, ore 16:00 CET 12ª giornata                               | Linth 04  | 2 – 2 referto         | Winterthur II | Linth-Arena (170 spett.) |
| \| \| \| \| \| Neumayr 25’ Šabanović 90’ \| Marcatori \| 15’ Volkart 28’ Duong \| |           |                       |               |                          |
|                                                                                   |           |                       |               |                          |
| Neumayr 25’ Šabanović 90’                                                         | Marcatori | 15’ Volkart 28’ Duong |               |                          |

| Uzwil 20 novembre 2021, ore 15:00 CET 13ª giornata                                                         | Uzwil     | 4 – 2 referto             | Linth 04 | Sportanlage Rüti (217 spett.) |
| \| \| \| \| \| Farkas 22’ (rig.) Hajrović 49’, 90’ Cengiz 58’ \| Marcatori \| 31’ Sleiman 80’ Šabanović \| |           |                           |          |                               |
| |           |                           |          |                               |
| Farkas 22’ (rig.) Hajrović 49’, 90’ Cengiz 58’                                                             | Marcatori | 31’ Sleiman 80’ Šabanović |          |                               |

| Balzers 27 novembre 2021, ore 16:00 CET 14ª giornata                                                              | Balzers   | 4 – 3 referto                       | Linth 04 | Sportplatz Rheinau (145 spett.) |
| \| \| \| \| \| Domuzeti 10’, 39’, 76’ Karaaslan 90’ (rig.) \| Marcatori \| 25’ Šabanović 64’ Aliu 90’ Krasniqi \| |           |                                     |          |                                 |
| |           |                                     |          |                                 |
| Domuzeti 10’, 39’, 76’ Karaaslan 90’ (rig.)                                                                       | Marcatori | 25’ Šabanović 64’ Aliu 90’ Krasniqi |          |                                 |

| Näfels 23 marzo 2022, ore 20:00 CET 15ª giornata                                    | Linth 04  | 2 – 2 referto           | Tuggen | Linth-Arena |
| \| \| \| \| \| Pereira 45’ Šabanović 84’ \| Marcatori \| 61’ Jakupov 72’ Bärtsch \| |           |                         |        |             |
|                                                                                     |           |                         |        |             |
| Pereira 45’ Šabanović 84’                                                           | Marcatori | 61’ Jakupov 72’ Bärtsch |        |             |

#### ritorno
| Lugano 13 marzo 2022, ore 14:00 CET 16ª giornata | Lugano II | 0 – 1 referto | Linth 04 | Stadio di Cornaredo |
| \| \| \| \| \| \| Marcatori \| 37’ Caetano \|    |           |               |          |                     |
|                                                  |           |               |          |                     |
|                                                  | Marcatori | 37’ Caetano   |          |                     |

| Eschen 19 marzo 2022, ore 16:00 CET 17ª giornata          | Eschen/Mauren | 1 – 1 referto | Linth 04 | Sportpark Eschen |
| \| \| \| \| \| Krnjic 7’ \| Marcatori \| 10’ Šabanović \| |               |               |          |                  |
|                                                           |               |               |          |                  |
| Krnjic 7’                                                 | Marcatori     | 10’ Šabanović |          |                  |

| Näfels 6 aprile 2022, ore 20:00 CEST 18ª giornata                                 | Linth 04  | 4 – 0 referto | Thalwil | Linth-Arena |
| \| \| \| \| \| Šabanović 1’ Pereira 36’ Rastoder 66’ Kubli 90’ \| Marcatori \| \| |           |               |         |             |
|                                                                                   |           |               |         |             |
| Šabanović 1’ Pereira 36’ Rastoder 66’ Kubli 90’                                   | Marcatori |               |         |             |

| Gossau 20 aprile 2022, ore 20:00 CEST 19ª giornata | Gossau | 0 – 0 referto | Linth 04 | Sportanlage Buechenwald |

| Näfels 9 aprile 2022, ore 17:30 CEST 20ª giornata         | Linth 04  | 1 – 1 referto | Baden | Linth-Arena |
| \| \| \| \| \| Šabanović 7’ \| Marcatori \| 90’ Romano \| |           |               |       |             |
|                                                           |           |               |       |             |
| Šabanović 7’                                              | Marcatori | 90’ Romano    |       |             |

| Wettswil 23 aprile 2022, ore 16:00 CEST 21ª giornata | Wettswil-Bonstetten | 0 – 0 referto | Linth 04 | Sportplatz Moos |

| Näfels 30 aprile 2022, ore 17:00 CEST 22ª giornata                                | Linth 04  | 2 – 2 referto            | Paradiso | Linth-Arena |
| \| \| \| \| \| Pereira 45’ Caravà 48’ \| Marcatori \| 64’ Guarino 83’ De Biasi \| |           |                          |          |             |
|                                                                                   |           |                          |          |             |
| Pereira 45’ Caravà 48’                                                            | Marcatori | 64’ Guarino 83’ De Biasi |          |             |

| Freienbach 7 maggio 2022, ore 17:00 CEST 23ª giornata                                | Freienbach | 1 – 3 referto                           | Linth 04 | Sportanlage Chrummen |
| \| \| \| \| \| Sodano 65’ \| Marcatori \| 32’ Šabanović 60’ Bechtiger 84’ Pereira \| |            |                                         |          |                      |
|                                                                                      |            |                                         |          |                      |
| Sodano 65’                                                                           | Marcatori  | 32’ Šabanović 60’ Bechtiger 84’ Pereira |          |                      |

| Näfels 14 maggio 2022, ore 15:30 CEST 24ª giornata                                                                       | Linth 04  | 4 – 3 referto                       | San Gallo II | Linth-Arena |
| \| \| \| \| \| Smajovic 9’ Pereira 32’, 90’ Wiedermann 63’ (aut.) \| Marcatori \| 16’ Spari 47’ Figueiredo 63’ Cavegn \| |           |                                     |              |             |
| |           |                                     |              |             |
| Smajovic 9’ Pereira 32’, 90’ Wiedermann 63’ (aut.)                                                                       | Marcatori | 16’ Spari 47’ Figueiredo 63’ Cavegn |              |             |

| Winterthur 21 maggio 2022, ore 16:00 CEST 25ª giornata                            | Winterthur II | 2 – 2 referto           | Linth 04 | Stadion Schützenwiese |
| \| \| \| \| \| Karatas 53’ Schudel 61’ \| Marcatori \| 36’ Thrier 42’ Smajovic \| |               |                         |          |                       |
|                                                                                   |               |                         |          |                       |
| Karatas 53’ Schudel 61’                                                           | Marcatori     | 36’ Thrier 42’ Smajovic |          |                       |

| Näfels 28 maggio 2022, ore 16:00 CEST 26ª giornata                             | Linth 04  | 3 – 1 referto   | Uzwil | Linth-Arena |
| \| \| \| \| \| Sanchez 7’, 89’ Zambelli 63’ \| Marcatori \| 60’ (rig.) Uetz \| |           |                 |       |             |
|                                                                                |           |                 |       |             |
| Sanchez 7’, 89’ Zambelli 63’                                                   | Marcatori | 60’ (rig.) Uetz |       |             |

## Statistiche

### Statistiche di squadra
| Competizione | Punti | In casa | In casa | In casa | In casa | In casa | In casa | In trasferta | In trasferta | In trasferta | In trasferta | In trasferta | In trasferta | Totale | Totale | Totale | Totale | Totale | Totale | DR |
| Competizione | Punti | G       | V       | N       | P       | Gf      | Gs      | G            | V            | N            | P            | Gf           | Gs           | G      | V      | N      | P      | Gf     | Gs     | DR |
| ------------ | ----- | ------- | ------- | ------- | ------- | ------- | ------- | ------------ | ------------ | ------------ | ------------ | ------------ | ------------ | ------ | ------ | ------ | ------ | ------ | ------ | -- |
| Prima Lega   | 39    | 13      | 8       | 4       | 1       | 30      | 16      | 13           | 2            | 5            | 6            | 17           | 25           | 26     | 10     | 9      | 7      | 47     | 41     | +6 |
| Totale       | 39    | 13      | 8       | 4       | 1       | 30      | 16      | 13           | 2            | 5            | 6            | 17           | 25           | 26     | 10     | 9      | 7      | 47     | 41     | +6 |

### Andamento in campionato
| Giornata  | 1 | 2 | 3 | 4 | 5 | 6 | 7 | 8 | 9 | 10 | 11 | 12 | 13 | 14 | 15 | 16 | 17 | 18 | 19 | 20 | 21 | 22 | 23 | 24 | 25 | 26 |
| --------- | - | - | - | - | - | - | - | - | - | -- | -- | -- | -- | -- | -- | -- | -- | -- | -- | -- | -- | -- | -- | -- | -- | -- |
| Luogo     | C | T | C | C | T | C | T | C | T | C  | T  | C  | T  | T  | C  | T  | T  | C  | T  | C  | T  | C  | T  | C  | T  | C  |
| Risultato | V | P | V | V | P | V | P | V | N | P  | P  | N  | P  | P  | N  | V  | N  | V  | N  | N  | N  | N  | V  | V  | N  | V  |
| Posizione | 6 | 7 | 6 | 6 | 7 | 5 | 7 | 5 | 5 | 8  | 8  | 9  | 10 | 9  | 10 | 10 | 9  | 8  | 8  | 8  | 8  | 8  | 8  | 8  | 8  | 6  |

Legenda:

Luogo: C = Casa; T = Trasferta. Risultato: V = Vittoria; N = Pareggio; P = Sconfitta.